# 少鳞燕鳐
少鳞燕鳐（学名：Cypselurus oligolepis），又名寡鱗飛魚，为飞鱼科燕鳐属的鱼类，俗名寡鳞飞鱼、飞鱼、寡鳞燕鳐鱼、飞鸟。分布于新加坡、非洲东岸、东到社会群岛、南到新几内亚、北到南海北部以及南海、台湾海峡、西沙群岛、中沙群岛海域等海域，属于热带海洋中上层鱼类。栖息于水色澄清海区的表层。该物种的模式产地在印度尼西亚。